# 유럽 고속도로 99호선
유럽 고속도로 99호선(European route E99)은 아제르바이잔 다미르치에서 출발, 터키 악차카레까지 이어주는 총 연장 856 km의 거리를 가진 유럽 고속도로 노선망이다. 또한 이 도로는 시리아의 텔아비야드까지 이어주고 있는 노선망이기도 하다.

## 주요 경유지

### 아제르바이잔
- M7 간선도로 : 다미르치(영어판)

### 터키
- 국도 제D080호선 (터키)(영어판) : 아라루크 - 이디르
- 국도 제D975호선 : 이디르 - 도우베야짓 - 무라디예
- 국도 제D280호선 : 무라디예 - 에르지슈
- 국도 제D290호선 : 에르지슈 - 헤이베리
- 국도 제D965호선 : 헤이베리 - 타트반 - 비틀리스 - 지야레트
- 국도 제D360호선 : 지야레트 - 디야르바키르 - 시베레크
- 국도 제D885호선 : 시베레크 - 샨리우르파 - 악차카레

### 시리아
- 712번 국도 : 텔아비야드

## 여담
현재 이 국도 노선은 폐쇄된 상태인 것으로 드러나고 있는 국도 노선이다. 